# Borostás réteggomba
A borostás réteggomba (Stereum hirsutum) a réteggombafélék családjába tartozó, világszerte elterjedt, elhalt fatörzseken növő, szőrös-bolyhos felületű taplógombafaj.

## Megjelenése
A borostás réteggomba termőtestjei max. 5 cm szélesek, alakjuk félkörös vagy kagylószerű, konzolosak vagy félig konzolosak. Az egymás melletti termőtestek gyakran egybenőnek. Szélük szabálytalanul hullámos. Felszíne bolyhos-szőrös. Színe élénk sárgásnarancs, sárgás alapon barnásan zónázott, a szőrök szürkések; a növekedésben levő széle világosabb.Húsa 1-2 mm vastag, kemény, a tráma és a hús között narancs réteg látható. Íze és szaga nem jellegzetes.
A konzolok alsó felén található termőréteg sima vagy szabálytalanul ráncolt. Színe világos sárgásnarancstól barnásnarancsig terjedhet, öregen barnás.
Spórapora fehér. Spórái hengeresek, simák, méretük 7-9 x 2-3 µm. 

### Hasonló fajok
Közeli rokonaival (nemezes réteggomba, bársonyos réteggomba) vagy a cinóbertaplóval lehet összetéveszteni.

## Elterjedése és termőhelye
Kozmopolita faj, Dél-Amerika és az Antarktisz kivételével valamennyi kontinensen megtalálható. Magyarországon gyakori.
Elhalt vagy néha legyengült lombos fák (elvétve fenyőn) törzsein és ágain él; leginkább a tölgyet kedveli. Fehérkorhadást okoz. Gyakran csoportosan, sűrűn egymás alatt és mellett nő, a konzolok össze is forrhatnak. Egész évben megmarad. Néha parazita rezgőgomba-fajok (Tremella) gazdaszervezetként szolgál.
Nem ehető.

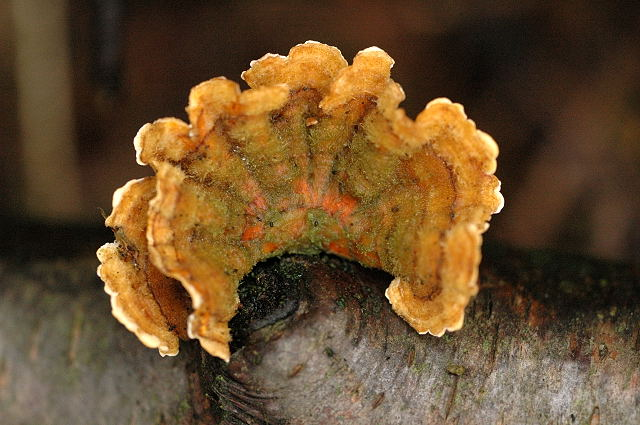
Borostás réteggomba
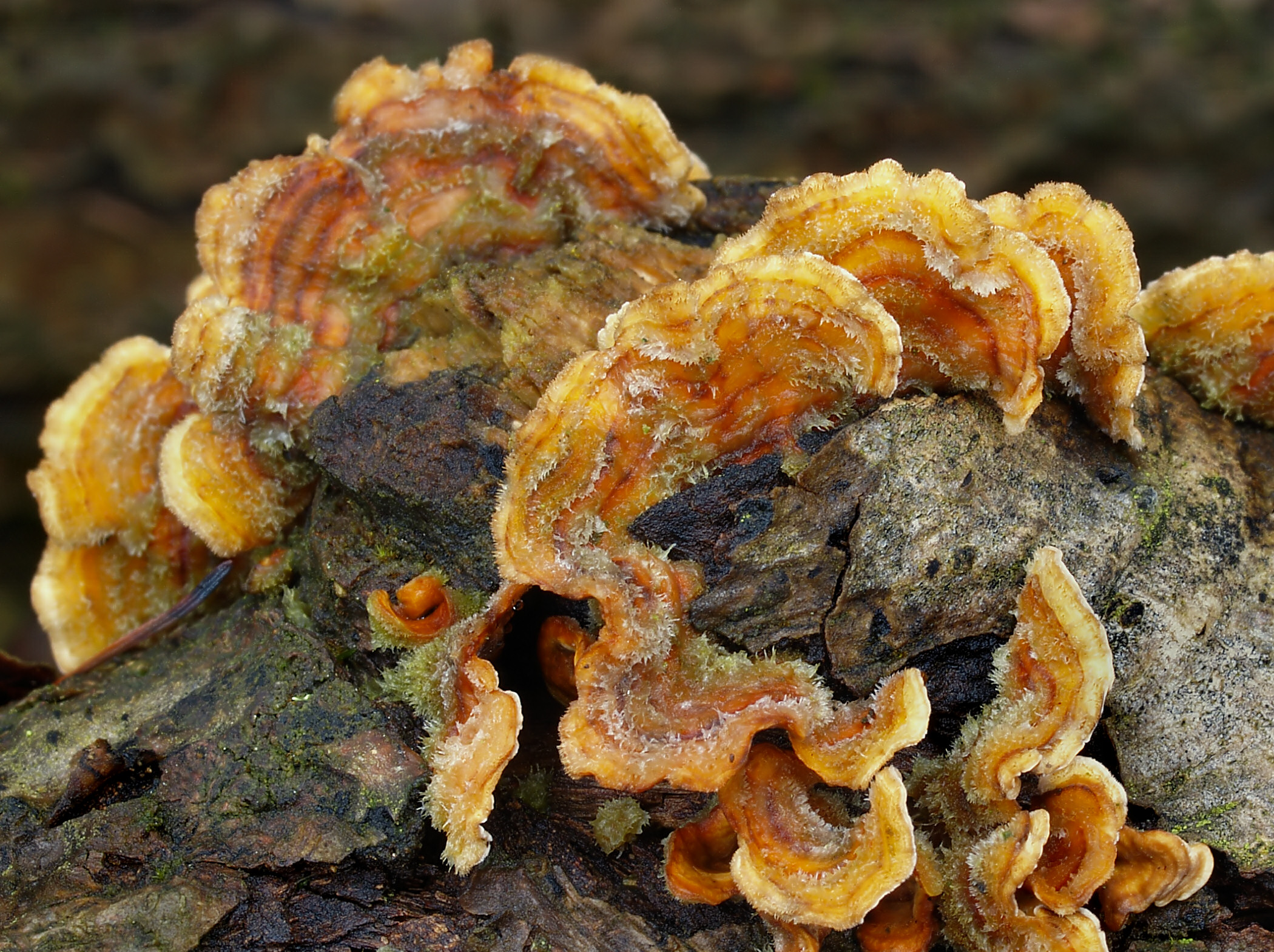
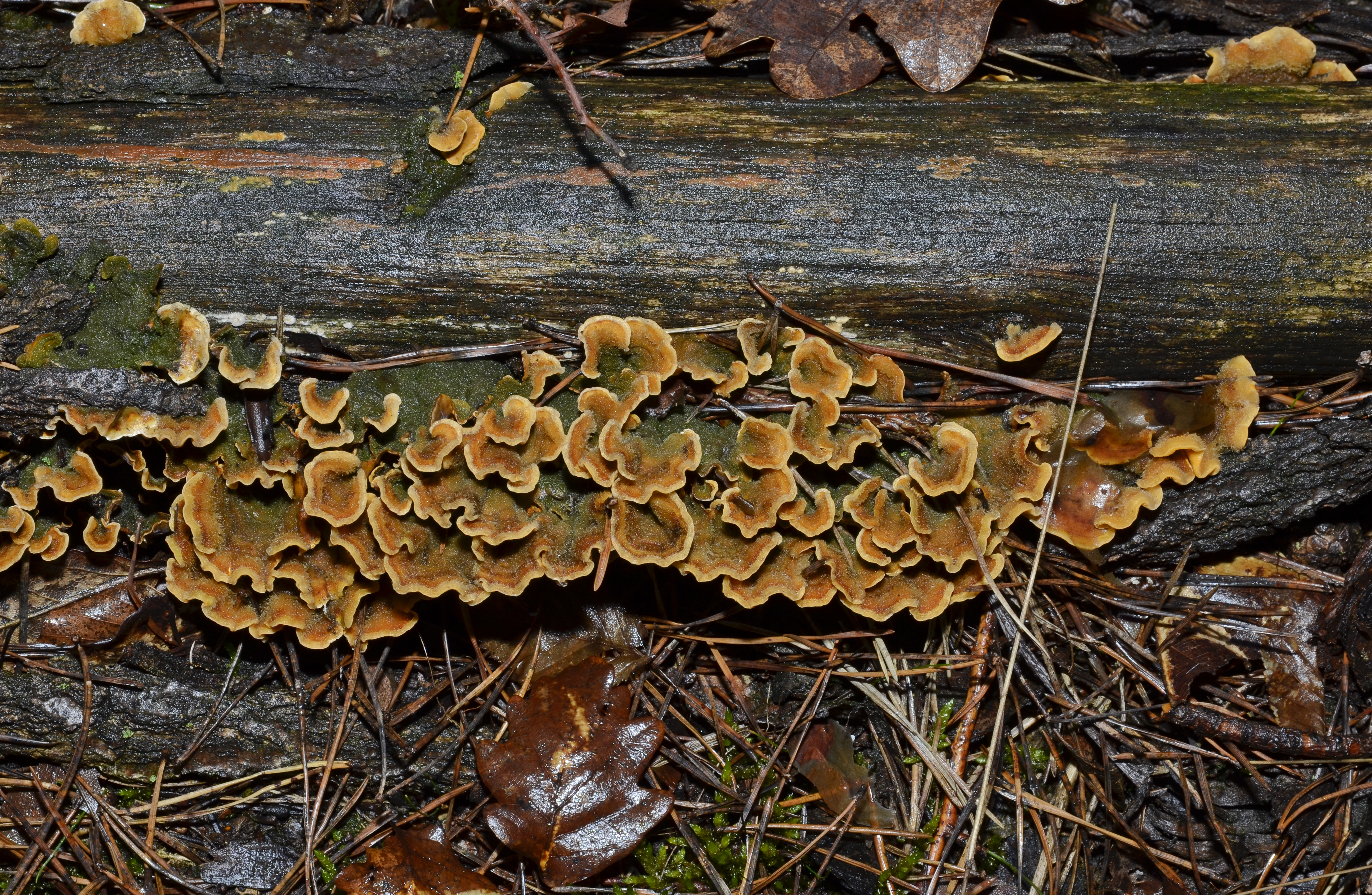
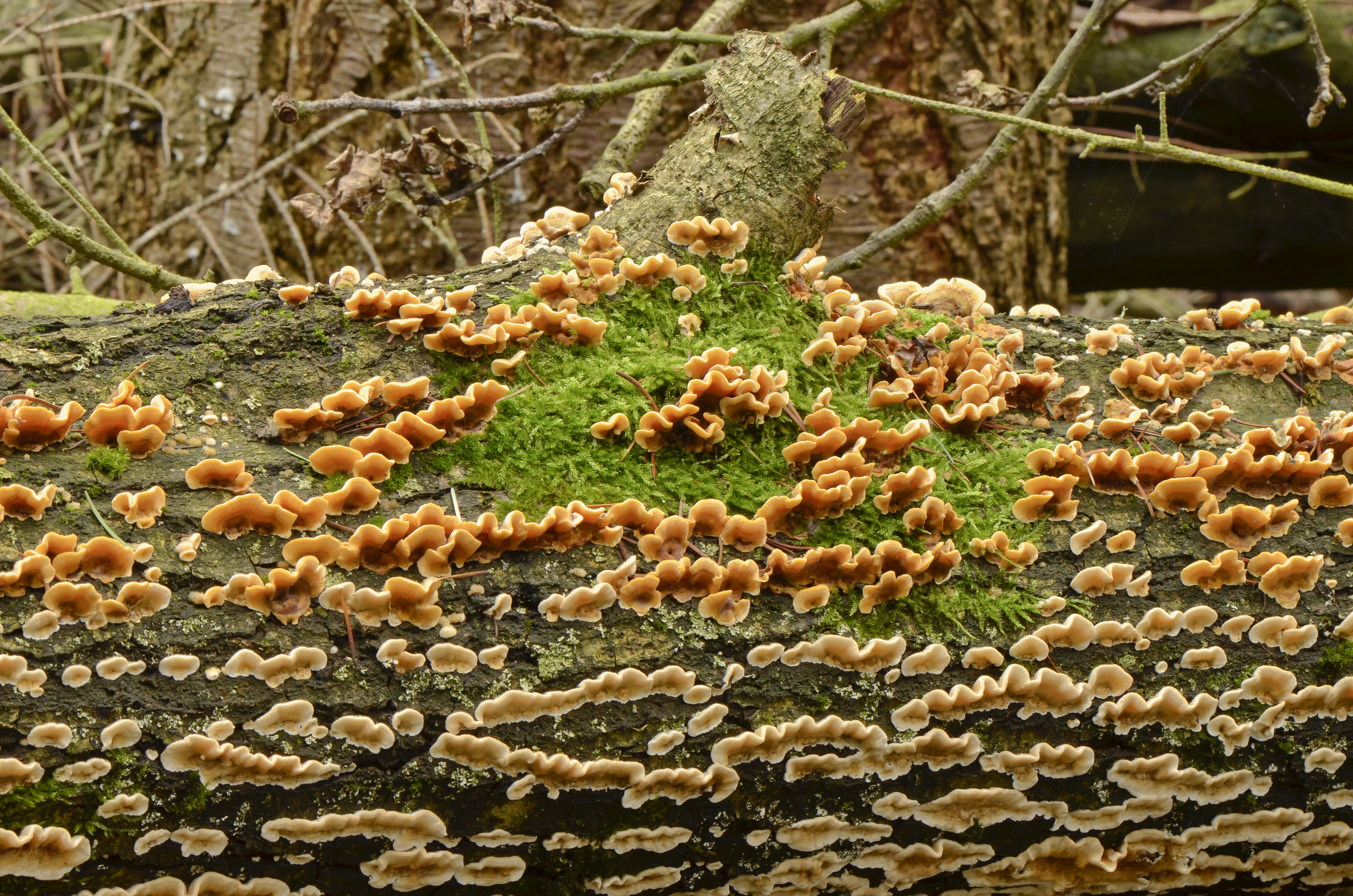
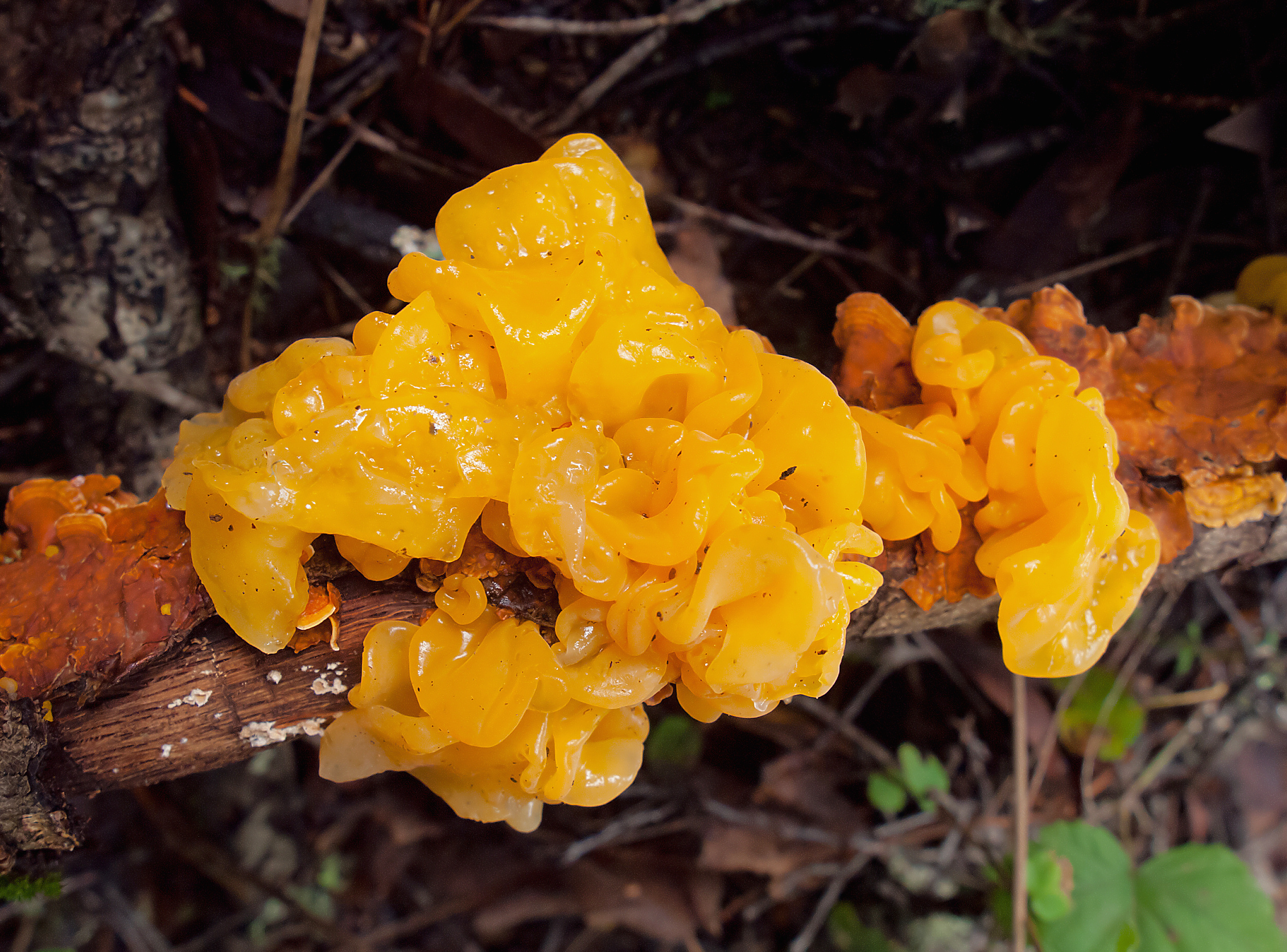
Parazita (Tremella aurantia) által megtámadott gomba